# Charles Hayem
Pour l’article homonyme, voir Hayem.
Émile Charles Hayem, né à Paris le 19 mars 1839 et mort à Paris 8e le 12 mai 1902 à Paris, est un collectionneur et mécène français, personnalité de la scène artistique et mondaine parisienne de la seconde moitié du XIXe siècle.

## Biographie
Charles Hayem est l’aîné d’une fratrie de cinq enfants dont trois frères, Georges Hayem, médecin, professeur à la Faculté de médecine de Paris et membre de l’Académie de médecine, Julien Hayem et Armand Hayem, écrivain et auteur notamment de l'essai dédié à Jules Barbey d’Aurevilly, Le Don Juanisme, et une sœur, Anna-Louise Hayem. Cette famille tint une place importante dans le Paris de l’époque et leurs salons étaient réputés et courus par le milieu mondain. Son père Simon Hayem s’installa à Paris au début du XIXe siècle et fonda la maison du Phénix, maison-mère des plus grands magasins de chemiserie, installée au 38 rue du Sentier. Simon Hayem fit rapidement fortune grâce à l’invention du faux-col qui fit la renommée de son entreprise et dont il déposa de nombreux brevets. Charles Hayem était employé et associé au sein de l’entreprise de son père. Cette association lui permit d’acquérir une fortune considérable et de constituer une collection d’œuvres d'art consacrée aux artistes de l’école française contemporaine, aussi bien en peinture, sculpture, gravure et objets d’art.
En 1864, Charles Hayem épousa Flore Amélie Mélanie Franck, fille d’Adolphe Franck, philosophe et membre de l’Institut. Cette femme d’esprit, très proche des milieux littéraires de l’époque, joua un rôle de premier ordre auprès de son mari, notamment dans son ascension mondaine auprès de la haute société parisienne. Leur appartement du 84 boulevard Malesherbes fut un haut lieu de causeries intellectuelles et artistiques. On peut compter parmi leurs proches les écrivains Jules Barbey d’Aurevilly, Léon Bloy et Jean Lorrain, la princesse Mathilde Bonaparte, le peintre Gustave Moreau et le directeur du musée du Luxembourg Léonce Bénédite,.

### Collection
Important mécène de la seconde moitié du XIXe siècle, Charles Hayem constitua entre les années 1870 et 1900 l’une des plus remarquables collections de peintures, dessins, gravures, sculptures et objets d’art d’artistes contemporains. Cette collection, exposée au sein de son appartement du 84 boulevard Malesherbes, surprend par son éclectisme. Connu comme ami et mécène du peintre Gustave Moreau dont il possédait plus de cinquante œuvres (huiles et aquarelles), Charles Hayem fut également l’un des premiers collectionneurs de l’impressionnisme, notamment de Claude Monet, Camille Pissarro et Eugène Boudin.
Charles Hayem était reconnu par les artistes eux-mêmes comme l’un des mécènes les plus importants de la scène parisienne. Les peintres Jean-Jacques Henner, Jules-Élie Delaunay, Jules Bastien-Lepage, Jean-François Raffaëlli, Félicien Rops, Odilon Redon, Henri-Léopold Lévy ou le sculpteur Théodore Rivière faisaient partie de son cercle le plus proche. La collection Hayem étonne par la présence de bon nombre d’artistes aujourd’hui méconnus mais qui connurent un franc succès à l’époque.

### Donation

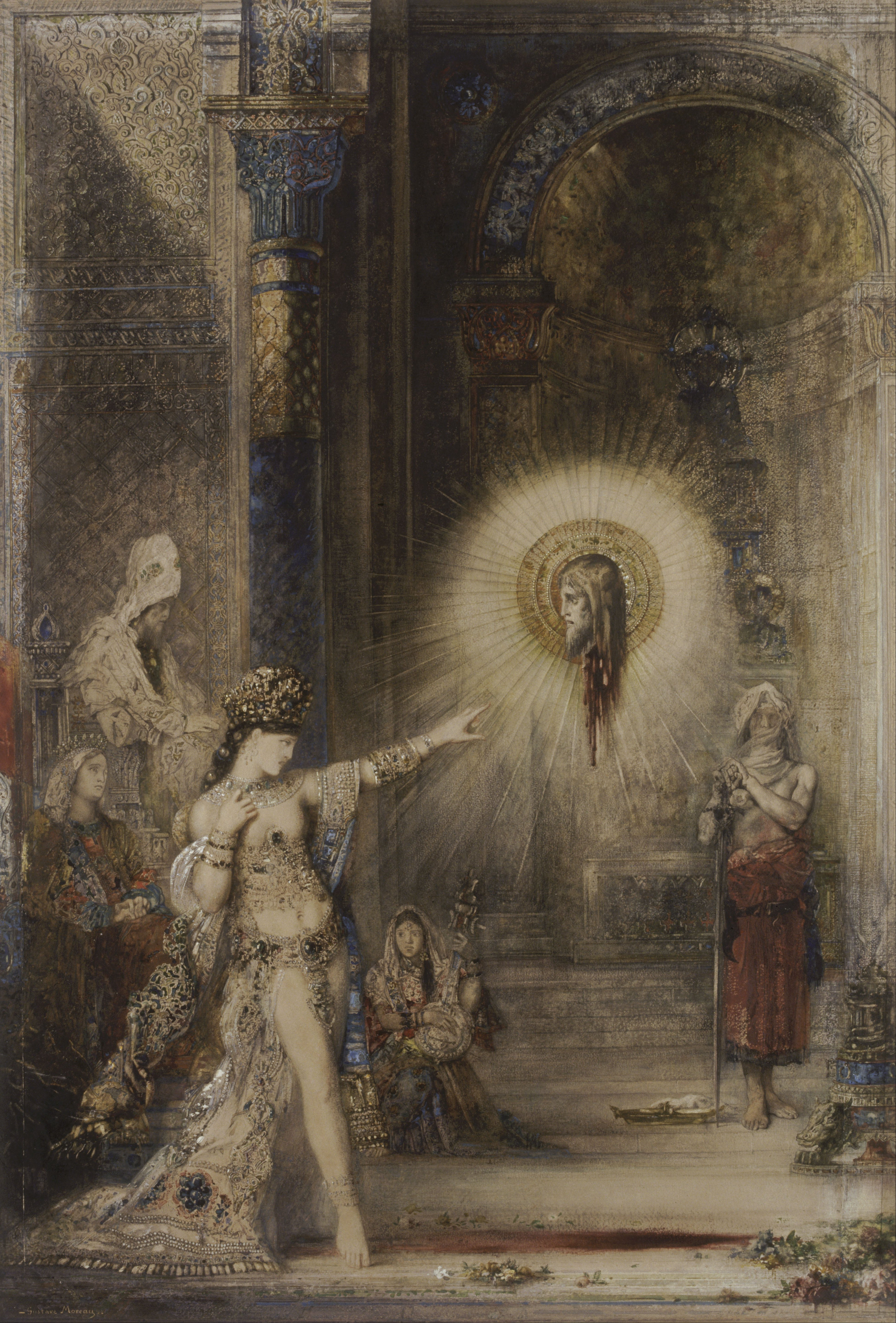
Gustave Moreau, L'Apparition (Google Art Project).

C’est au début de l’année 1898 que Charles Hayem décida de cette donation composée à l’origine d’une dizaine d’œuvres de Gustave Moreau. Léonce Bénédite, directeur du musée du Luxembourg, fut le principal intermédiaire entre l’administration des musées et le collectionneur. Les donations s’étalèrent sur quatre ans, jusqu’à la mort du collectionneur. En 1902, la donation Hayem se composait de quarante-six peintures et dessins et onze objets d’art,.
Parmi ces œuvres, L’Apparition (1875-76) de Gustave Moreau, le Portrait de Charles Hayem (1865) de Jules-Élie Delaunay, Les Invités attendant la noce (non daté) de Jean-François Raffaëlli, Les Œillets (1877) de Henri Fantin-Latour, les portraits d’Adolphe Franck (1878) et de Simon Hayem (1875) par Jules Bastien-Lepage. Les œuvres de cette donation sont aujourd’hui conservées au musée d’Orsay et au département des Arts graphiques du Louvre.